# City of St. Petersburg
Die City of St. Petersburg ist ein Autotransportschiff für rund 2000 Fahrzeuge, das 2010 von der Werft Kyokuyo Shipyard an das kanadische Unternehmen Fair Wind Navigation S.A. abgeliefert wurde. Bereedert wird das Schiff vom niederländischen Unternehmen Euro Marine Carrier B.V., das zum japanischen Nissan Motor Car Carrier gehört.

## Technische Beschreibung
Die City of St. Petersburg, die in Panama registriert ist, wurde von der japanischen Werft Kyokuyo Shipyard Corporation unter der Baunummer 493 gebaut und am 22. Dezember 2010 abgeliefert. Das Schiff ist knapp 140 m lang, 22,4 m breit und hatte eine Seitenhöhe von 24,45 m. Die Vermessung beträgt 21.143 BRZ, die Tragfähigkeit 5.000 tdw. Das Schiff hat vier wasserdichte Abteilungen, 12 Decks und einen maximalen Tiefgang von 6,5 m.
Angetrieben wird das Schiff von einem Siebenzylinder-Dieselmotor des Herstellers MAN B&W, der von Hitachi Zosen im Werk in Innoshima in Japan in Lizenz gebaut wurde. Der Motor verfügt über eine Antriebsleistung von rund 7.000 kW. Das Schiff erreicht damit eine Nenngeschwindigkeit von 16,5 kn.

## Besonderheit

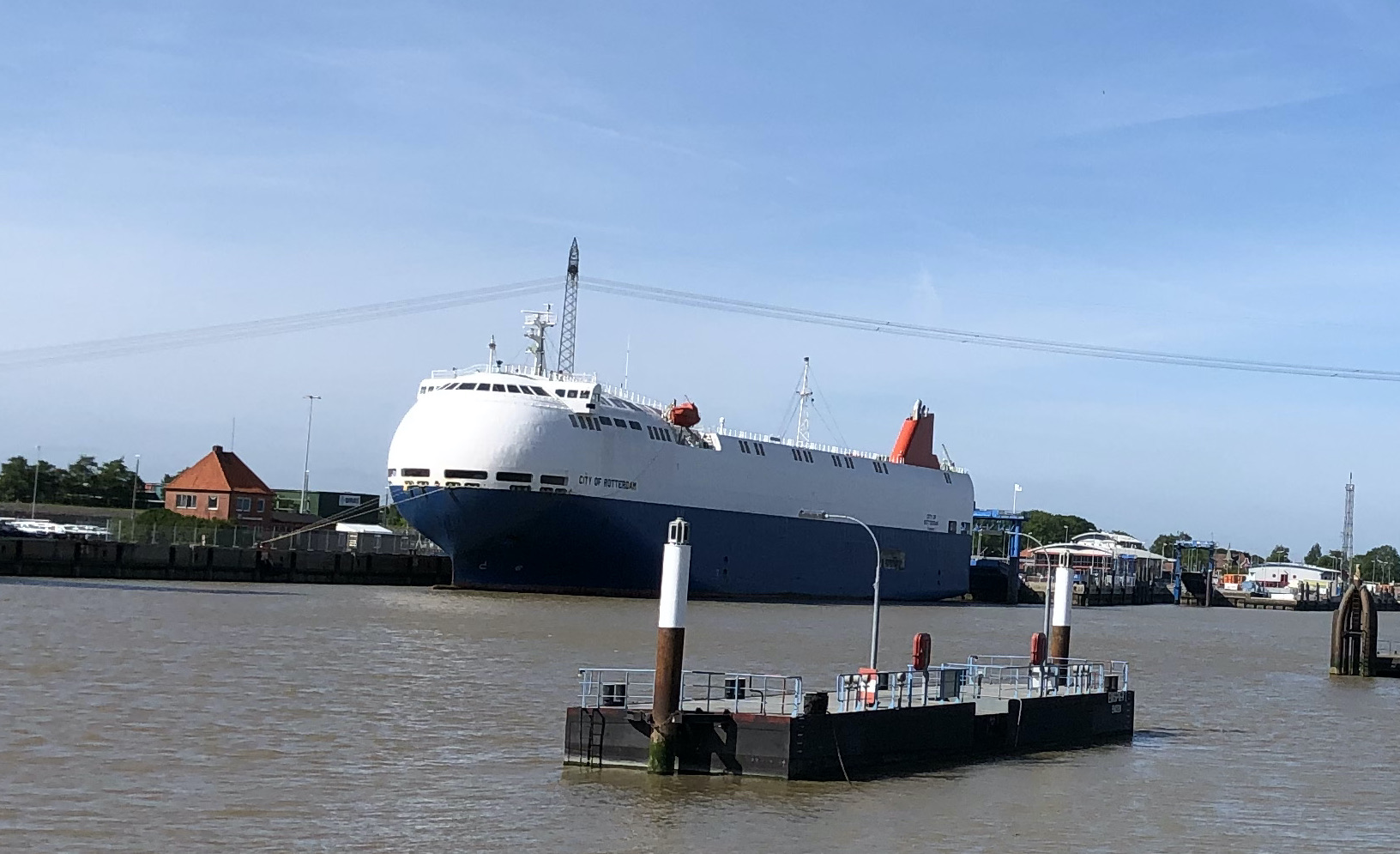
Das Schwesterschiff City of Rotterdam im Emder Außenhafen.

Das Schiff zeichnet sich durch eine ungewöhnliche, strömungsgünstig abgerundete Bugform aus, diese Schiffstypen sehen sonst eher aus wie „angespitzte Schuhkartons“. Diese Formgebung soll eine Reduzierung des Windwiderstands von rund 50 % ergeben. Es wird erwartet, dass damit jährlich bis 800 t Treibstoff eingespart werden können. Daraus ergibt sich eine Reduzierung von etwa 2500 t CO2-Emissionen.
Die „umweltfreundliche“ Formgebung des Schiffes gehört zum Umweltprogramm von Nissan. Nissan will das Schiff in erster Linie für den Transport von Nissan-Leaf-Elektroautos, die im britischen Werk Sunderland zusammengebaut wurden, in die Häfen der Nord- und Ostsee einsetzen. Das Schwesterschiff City of Rotterdam hat die gleiche Bauart und das gleiche Einsatzgebiet.